# Aczinowie
Aczinowie – grupa etniczna zamieszkująca głównie indonezyjską prowincję Aceh, leżącą na północnym krańcu Sumatry. Ich liczbę szacuje się na około 4 miliony. Aczinowie przyjęli sunnicki islam jako pierwszy lud archipelagu. Do dzisiaj są uważani za bardziej ortodoksyjnych muzułmanów od innych indonezyjskich grup etnicznych. W swojej historii niejednokrotnie byli zmuszeni do walki o autonomię i często występowali przeciwko narzucanej im z zewnątrz władzy.

## Historia
Pierwsze wzmianki dotyczące prowincji Aceh pochodzą z roku 500 n.e i pojawiają się w źródłach chińskich opisujących buddyjskie królestwo Poli (znane także jako Po-Li). W ciągu następnych stuleci znalazło się ono pod silnym wpływem kupców indyjskich. Doprowadzili oni do pojawienia się licznych i wpływowych wspólnot hinduskich. Aczinowie wiążą jednak początki swojej historii z muzułmańskim sułtanatem Perlaku, który powstał około 804 roku. Powstanie tego państwa przyczyniło się do szybkiego rozwoju islamu. Według XIII-wiecznej relacji Marco Polo religia ta dominowała już wówczas wśród Aczinów z Perlaku. W XVI wieku Aczinowie założyli własny sułtanat Acehu, który szybko stał się liczącą się siłą w regionie. Państwo to nie tylko zdominowało sąsiednie kraje, ale potrafiło nawet skutecznie walczyć z siłami europejskich mocarstw kolonialnych. Aczinowie odnieśli na przykład kilka sukcesów w wojnach z Portugalczykami. W XIX wieku Aceh znalazł się w sferze zainteresowań Holendrów, którzy dążyli do podporządkowania sobie archipelagu indonezyjskiego.
Chcąc uniknąć holenderskiej dominacji, Aczinowie zawarli w 1811 roku sojusz z Wielką Brytanią. Na mocy tego paktu obydwie strony zobowiązywały się do pomocy zbrojnej w razie konfliktu. Mimo tego, w 1824 roku Brytyjczycy przekazali wszystkie swoje posiadłości na Sumatrze Holendrom i zrzekli się roszczeń co do swojej strefy wpływów. Traktat ten zawierał wprawdzie paragraf mówiący o tym, iż Aceh ma pozostać niepodległy, jednak Brytyjczycy wycofali się z niego w 1871 roku, kiedy to Holendrzy przyznali im lukratywne koncesje handlowe. Władze kolonialne zapewniły sobie poparcie ze strony lokalnych elit, którym pozwoliły zachować część władzy i przywilejów. Przeciwko Holendrom ostro występowali muzułmańscy przywódcy religijni, domagający się niepodległości dla Aczinów. Konflikt między elitami a duchownymi doprowadził do wojny domowej, która trwała z przerwami od 1873 do 1903 roku. Później sytuacja uległa stabilizacji, zwaśnione strony nie osiągnęły jednak porozumienia. W 1942 roku Aceh, w wyniku II wojny światowej znalazł się pod okupacją Japonii, co doprowadziło do powstania lokalnego ruchu oporu, wspieranego przez wojska holenderskie. W czasie walk zginęło około 10 tysięcy żołnierzy holenderskich i ponad 100 tysięcy Aczinów. Po stronie Japończyków opowiedziały się jednak elity rządzące.
Mimo intensywnej działalności partyzanckiej, Aczinom nie udało się wyzwolić swojej ojczyzny. Kres okupacji japońskiej był spowodowany kapitulacją tego państwa przed siłami Aliantów. Klęska Japonii i słabość mocarstw kolonialnych spowodowały ożywienie działalności niepodległościowej wielu ludów Indonezji, które 19 sierpnia 1945 zadeklarowały niepodległość. Holendrzy próbowali odzyskać kontrolę nad archipelagiem ale spotkali się ze zbrojnym oporem i w 1949 roku zostały zmuszone do uznania niepodległości Indonezji. W czasie wojny w Acehu ponownie starły się dwa stronnictwa – proholenderskie elity rządzące i dążący do niepodległości przywódcy religijni. Wycofanie się Holendrów doprowadziło do zwycięstwa stronnictwa religijnego i niepodległościowego, którego liderzy stali się teraz siłą rządzącą. Początkowo dążyli oni do stworzenia odrębnego państwa, ale pod wpływem działalności Sukarno, który obiecał im szeroką autonomię, ostatecznie zgodzili się zostać częścią tego państwa.
Obietnice Sukarno nie zostały jednak spełnione. Aceh stał się częścią prowincji Północnej Sumatry, a władze promowały sekularyzm, któremu sprzeciwiali się miejscowi liderzy, dążący do ustanowienia szariatu. Wobec niespełnienia obietnic gubernator Acehu ogłosił w 1953 roku powstanie nowego, islamskiego państwa na administrowanych przez siebie terenach. Doprowadziło to do krwawej wojny, w wyniku której Sukarno ostatecznie zgodził się nadać Acehowi specjalny status, co umożliwiło częściową islamizację prawa i edukacji. Ugoda ta nie zawierała jednak porozumienia co do podziału zysków z wydobycia miejscowej ropy i gazu. Rząd centralny rozpoczął również proces osiedlania w Acehu Jawajczyków, Balijczyków i Maduryjczykow. Balijczycy byli wyznawcami hinduizmu, zaś Jawajczycy i Maduryjczycy, choć w większości byli muzułmanami, to mieli zazwyczaj mniej ortodoksyjne podejście do religii.
Pojawienie się licznych, wiernych wobec Dżakarty mniejszości oraz brak korzyści z eksploatacji miejscowych złóż naturalnych doprowadziło w 1976 roku do powstania ruchu Aceh Merdeka, domagającego się niepodległości. Rząd centralny odpowiedział prześladowaniami Aczinów. Wielu działaczy niepodległościowych zostało internowanych, a bojowników z Aceh Merdeka ścigało wojsko. Mimo to ruch niepodległościowy nadal istniał i na różne sposoby walczył o osiągnięcie swoich celów. Sytuacja w Acehu stała się na tyle poważna, że w 1989 roku Dżakarta uznała region za kolejny, obok Timoru MOA (obszar działań wojskowych) i wprowadziła doń dodatkowe 12 tysięcy żołnierzy. Wielu zwolenników niepodległego Acehu zostało wówczas zamordowanych lub trafiło do więzień i stało się ofiarami tortur. Dziesięć lat później prezydent Jusuf Habibie ogłosił zakończenie operacji. Prześladowania doprowadziły do zwiększenia popularności organizacji Aceh Merdeka, która zaraz po wycofaniu się części wojsk z prowincji wznowiła walkę. W efekcie rząd indonezyjski ponownie rozpoczął prześladowania Aczinów, co jednak nie przyniosło pożądanych efektów. W 2001 roku Indonezja zgodziła się w końcu na realizację części postulatów ruchu niepodległościowego. Rząd zgodził się między innymi na wprowadzenie szariatu w Acehu i zobowiązał się do sprawiedliwszego podziału zysków pochodzących z eksploatacji miejscowych złóż naturalnych.
W 2005 roku podpisano kolejne porozumienie, na mocy którego Aceh uzyskał szeroką autonomię w zamian za wyrzeczenie się dążenia do pełnej niepodległości. Dżakarta zobowiązała się również do uwolnienia więźniów politycznych. Dodatkowo członkowie ugrupowań partyzanckich objęci zostali amnestią i przyznano im ziemię uprawną. Niechęć do władzy centralnej jest tu jednak wciąż silna, zwłaszcza że większość pieniędzy z gazu i ropy nadal trafia do Dżakarty.

## Gospodarka
Aczinowie tradycyjnie zajmowali się rolnictwem i rybołówstwem i wielu z nich czyni to do dziś. Podstawową rośliną uprawną są różne odmiany ryżu. Oprócz tego uprawia się tu również trzcinę cukrową, orzeszki ziemne, palmy kokosowe, kukurydzę, pieprz, tytoń i kawowce. Wiele rodzin żyjących na wsi posiada także niewielkie stada wołów domowych. Większość mieszkańców wsi nie posiada jednak ziemi na własność, jest zmuszona do dzierżawy. Wojna i tsunami z 2005 roku doprowadziły do olbrzymich zniszczeń, w wyniku których tradycyjne rolnictwo mocno podupadło. Współcześnie duża część Aczinów pracuje w przemyśle wydobywczym i na farmach przemysłowych. Panuje wysokie bezrobocie, według różnych danych z 2006 roku, bez pracy pozostawało od 26 do 50 procent mieszkańców Acehu. Należy jednak zauważyć, że wielu niezatrudnionych, klasyfikowanych jako bezrobotnych w rzeczywistości pracuje, utrzymując się z uprawy niewielkich działek.

## Rodzina
System pokrewieństwa wśród Aczinów jest podobny do tego, który panuje w większości krajów Europy, choć istnieje kilka różnic. Generalnie za rodzinę uznaje się krewnych ze strony zarówno ojca, jak i matki. Oprócz tego jednak Aczinowie za rodzinę uznają tak zwane kawom i karong. Kawom to związek między kilkoma rodzinami, które w razie konfliktu pozostają w sojuszu. Związki z kawom dziedziczy się po ojcu. Karong dziedziczy się po matce i są to związki z rodzinami mieszkającymi w pobliżu domu rodzinnego matki. Po zawarciu małżeństwa to mężczyzna przeprowadza się do domu rodziny kobiety. Według tradycji to właśnie kobiety dziedziczą domy po rodzicach. Inaczej jest jednak z ziemią, którą generalnie dziedziczą mężczyźni. Tradycja ta prowadzi do częstego zawierania małżeństw w obrębie jednej wsi, co służy uniknięciu sytuacji, w której pola uprawne znajdują się zbyt daleko od domu. Mimo to nie występują związki osób pochodzących z jednej rodziny.

## Religia
Islam wyznawany przez Aczinów jest o wiele bardziej ortodoksyjny niż wśród innych indonezyjskich grup etnicznych. Jest również mniej synkretyczny i zawiera mało zapożyczeń z wierzeń animistycznych, hinduskich i buddyjskich. Aczinowie uważają się za prawowiernych muzułmanów i jest to dla nich jeden z wyznaczników stanowiących o ich odrębności. Aceh jest często określany jako indonezyjska Mekka z racji bardzo literalnego odczytywania Koranu. Zwyczaje i nakazy religijne takie jak abstynencja od alkoholu, post w okresie Ramadanu czy obowiązek hadżu są w Acehu przestrzegane o wiele częściej niż w innych częściach kraju. Prawo regionu jest oparte na zasadach islamskich i z tego powodu nielegalny jest na przykład hazard.